# Pseudomops pyronotum
Pseudomops pyronotum är en kackerlacksart som beskrevs av Rehn, J. A. G. 1932. Pseudomops pyronotum ingår i släktet Pseudomops och familjen småkackerlackor. Inga underarter finns listade i Catalogue of Life.